# Tour de France 2014 – 5. etap
5. etap kolarskiego wyścigu Tour de France 2014 odbył się 9 lipca. Start etapu miał miejsce w belgijskiej miejscowości Ieper, zaś meta już we Francji, w Arenberg-Porte du Hainaut. Etap liczył 152,5 kilometra.
Zwycięzcą etapu został holenderski kolarz Lars Boom. Drugie miejsce zajął Duńczyk Jakob Fuglsang, a trzecie lider wyścigu – Włoch Vincenzo Nibali.

## Premie
Na 5. etapie były następujące premie:
| Rodzaj | Rodzaj | Miejscowość/ Miejsce | Kilometry (od startu) | Kilometry (do mety) |
| ------ | ------ | -------------------- | --------------------- | ------------------- |
|        | Lotna  | Templeuve            | 97 km                 | 58,5 km             |

### Wyniki
| Lotna – Templeuve |                      |        |        |
| Miejsce           | Zawodnik             | Zespół | Punkty |
| 1.                | Lieuwe Westra        | AST    | 20     |
| 2.                | Simon Clarke         | OGE    | 17     |
| 3.                | Mathew Hayman        | OGE    | 15     |
| 4.                | Tony Martin          | OPQ    | 13     |
| 5.                | Samuel Dumoulin      | ALM    | 11     |
| 6.                | Rein Taaramäe        | COF    | 10     |
| 7.                | Tony Gallopin        | LTB    | 9      |
| 8.                | Peter Sagan          | CAN    | 8      |
| 9.                | Maciej Bodnar        | CAN    | 7      |
| 10.               | Kristijan Koren      | CAN    | 6      |
| 11.               | Sep Vanmarcke        | BEL    | 5      |
| 12.               | Ramūnas Navardauskas | GRS    | 4      |
| 13.               | Lars Bak             | LTB    | 3      |
| 14.               | Andrij Hriwko        | AST    | 2      |
| 15.               | Sebastian Langeveld  | GRS    | 1      |

## Wyniki etapu
| Miejsce | Zawodnik              | Państwo           | Zespół                               | Czas       | Punkty |
| ------- | --------------------- | ----------------- | ------------------------------------ | ---------- | ------ |
| 1.      | Lars Boom             | Holandia          | Belkin Pro Cycling Team              | 3h 18' 35" | 30     |
| 2.      | Jakob Fuglsang        | Dania             | Astana Pro Team                      | +19"       | 25     |
| 3.      | Vincenzo Nibali       | Włochy            | Astana Pro Team                      | +19"       | 22     |
| 4.      | Peter Sagan           | Słowacja          | Cannondale Pro Cycling               | +1' 01"    | 19     |
| 5.      | Fabian Cancellara     | Szwajcaria        | Trek Factory Racing                  | +1' 01"    | 17     |
| 6.      | Jens Keukeleire       | Belgia            | Orica GreenEdge                      | +1' 01"    | 15     |
| 7.      | Michał Kwiatkowski    | Polska            | Omega Pharma-Quick-Step Cycling Team | +1' 07"    | 13     |
| 8.      | Lieuwe Westra         | Holandia          | Astana Pro Team                      | +1' 09"    | 11     |
| 9.      | Matteo Trentin        | Włochy            | Omega Pharma-Quick-Step Cycling Team | +1' 21"    | 9      |
| 10.     | Cyril Lemoine         | Francja           | Cofidis, Solutions Crédits           | +1' 45"    | 7      |
| 11.     | Aleksander Porsiew    | Rosja             | Team Katusha                         | +2' 02"    | 6      |
| 12.     | Mathew Hayman         | Australia         | Orica GreenEdge                      | +2' 02"    | 5      |
| 13.     | Sep Vanmarcke         | Belgia            | Belkin Pro Cycling Team              | +2' 02"    | 4      |
| 14.     | Jan Bakelants         | Belgia            | Omega Pharma-Quick-Step Cycling Team | +2' 02"    | 3      |
| 15.     | Mark Renshaw          | Australia         | Omega Pharma-Quick-Step Cycling Team | +2' 02"    | 2      |
| 16.     | Jurgen Van den Broeck | Belgia            | Lotto-Belisol                        | +2' 02"    | —      |
| 17.     | Tony Martin           | Niemcy            | Omega Pharma-Quick-Step Cycling Team | +2' 02"    | —      |
| 18.     | Tony Gallopin         | Francja           | Lotto-Belisol                        | +2' 02"    | —      |
| 19.     | Jürgen Roelandts      | Belgia            | Lotto-Belisol                        | +2' 08"    | —      |
| 20.     | Richie Porte          | Australia         | Team Sky                             | +2' 11"    | —      |
| 21.     | Geraint Thomas        | Wielka Brytania   | Team Sky                             | +2' 19"    | —      |
| 22.     | Andrew Talansky       | Stany Zjednoczone | Garmin-Sharp                         | +2' 22"    | —      |
| 23.     | Tom Dumoulin          | Holandia          | Team Giant-Shimano                   | +2' 28"    | —      |
| 24.     | Thibaut Pinot         | Francja           | FDJ.fr                               | +2' 28"    | —      |
| 25.     | Rui Costa             | Portugalia        | Lampre-Merida                        | +2' 28"    | —      |
| 26.     | Alejandro Valverde    | Hiszpania         | Movistar Team                        | +2' 28"    | —      |
| 27.     | Romain Bardet         | Francja           | Ag2r-La Mondiale                     | +2' 28"    | —      |
| 28.     | Jurij Trofimow        | Rosja             | Team Katusha                         | +2' 28"    | —      |
| 29.     | Dmitrij Gruzdiew      | Kazachstan        | Astana Pro Team                      | +2' 28"    | —      |
| 30.     | Peter Velits          | Słowacja          | BMC Racing Team                      | +2' 28"    | —      |

## Klasyfikacje po 5. etapie

### Klasyfikacja generalna
| Miejsce | Zawodnik              | Państwo           | Zespół                               | Czas        |
| ------- | --------------------- | ----------------- | ------------------------------------ | ----------- |
|         | Vincenzo Nibali       | Włochy            | Astana Pro Team                      | 20h 26' 46" |
| 2.      | Jakob Fuglsang        | Dania             | Astana Pro Team                      | +2"         |
| 3.      | Peter Sagan           | Słowacja          | Cannondale Pro Cycling               | +44"        |
| 4.      | Michał Kwiatkowski    | Polska            | Omega Pharma-Quick-Step Cycling Team | +50"        |
| 5.      | Fabian Cancellara     | Szwajcaria        | Trek Factory Racing                  | +1' 17"     |
| 6.      | Jurgen Van den Broeck | Belgia            | Lotto-Belisol                        | +1' 45"     |
| 7.      | Tony Gallopin         | Francja           | Lotto-Belisol                        | +1' 45"     |
| 8.      | Richie Porte          | Australia         | Team Sky                             | +1' 54"     |
| 9.      | Andrew Talansky       | Stany Zjednoczone | Garmin-Sharp                         | +2' 05"     |
| 10.     | Alejandro Valverde    | Hiszpania         | Movistar Team                        | +2' 11"     |
| 11.     | Romain Bardet         | Francja           | Ag2r-La Mondiale                     | +2' 11"     |
| 12.     | Tejay van Garderen    | Stany Zjednoczone | BMC Racing Team                      | +2' 11"     |
| 13.     | Rui Costa             | Portugalia        | Lampre-Merida                        | +2' 11"     |
| 14.     | Geraint Thomas        | Wielka Brytania   | Team Sky                             | +2' 16"     |
| 15.     | Thibaut Pinot         | Francja           | FDJ.fr                               | +2' 25"     |
| 16.     | Tom Dumoulin          | Holandia          | Team Giant-Shimano                   | +2' 25"     |
| 17.     | Jurij Trofimow        | Rosja             | Team Katusha                         | +2' 25"     |
| 18.     | Bauke Mollema         | Holandia          | Belkin Pro Cycling Team              | +2' 27"     |
| 19.     | Alberto Contador      | Hiszpania         | Tinkoff-Saxo                         | +2' 37"     |
| 20.     | Jan Bakelants         | Belgia            | Omega Pharma-Quick-Step Cycling Team | +2' 39"     |

### Klasyfikacja punktowa
| Miejsce | Zawodnik             | Państwo   | Zespół                               | Punkty   |
| ------- | -------------------- | --------- | ------------------------------------ | -------- |
|         | Peter Sagan          | Słowacja  | Cannondale Pro Cycling               | 185 pkt. |
| 2.      | Marcel Kittel        | Niemcy    | Team Giant-Shimano                   | 135 pkt. |
| 3.      | Bryan Coquard        | Francja   | Team Europcar                        | 121 pkt. |
| 4.      | Alexander Kristoff   | Norwegia  | Team Katusha                         | 82 pkt.  |
| 5.      | Vincenzo Nibali      | Włochy    | Astana Pro Team                      | 53 pkt.  |
| 6.      | Mark Renshaw         | Australia | Omega Pharma-Quick-Step Cycling Team | 50 pkt.  |
| 7.      | Arnaud Démare        | Francja   | FDJ.fr                               | 44 pkt.  |
| 8.      | Greg Van Avermaet    | Belgia    | BMC Racing Team                      | 42 pkt.  |
| 9.      | Ramūnas Navardauskas | Litwa     | Garmin-Sharp                         | 42 pkt.  |
| 10.     | Michał Kwiatkowski   | Polska    | Omega Pharma-Quick-Step Cycling Team | 40 pkt.  |

### Klasyfikacja górska
| Miejsce | Zawodnik          | Państwo   | Zespół                     | Punkty |
| ------- | ----------------- | --------- | -------------------------- | ------ |
|         | Cyril Lemoine     | Francja   | Cofidis, Solutions Crédits | 6 pkt. |
| 2.      | Blel Kadri        | Francja   | Ag2r-La Mondiale           | 5 pkt. |
| 3.      | Jens Voigt        | Niemcy    | Trek Factory Racing        | 4 pkt. |
| 4.      | Nicolas Edet      | Francja   | Cofidis, Solutions Crédits | 4 pkt. |
| 5.      | Thomas Voeckler   | Francja   | Team Europcar              | 3 pkt. |
| 6.      | Pierre Rolland    | Francja   | Team Europcar              | 2 pkt. |
| 7.      | Tom-Jelte Slagter | Holandia  | Garmin-Sharp               | 2 pkt. |
| 8.      | Perrig Quémeneur  | Francja   | Team Europcar              | 2 pkt. |
| 9.      | David de la Cruz  | Hiszpania | Team NetApp-Endura         | 2 pkt. |
| 10.     | Andrij Hriwko     | Ukraina   | Astana Pro Team            | 1 pkt. |

### Klasyfikacja młodzieżowa
| Miejsce | Zawodnik           | Państwo    | Zespół                               | Czas        |
| ------- | ------------------ | ---------- | ------------------------------------ | ----------- |
|         | Peter Sagan        | Słowacja   | Cannondale Pro Cycling               | 20h 27' 30" |
| 2.      | Michał Kwiatkowski | Polska     | Omega Pharma-Quick-Step Cycling Team | +6"         |
| 3.      | Romain Bardet      | Francja    | Ag2r-La Mondiale                     | +1' 27"     |
| 4.      | Thibaut Pinot      | Francja    | FDJ.fr                               | +1' 41"     |
| 5.      | Tom Dumoulin       | Holandia   | Team Giant-Shimano                   | +1' 41"     |
| 6.      | Matteo Trentin     | Włochy     | Omega Pharma-Quick-Step Cycling Team | +11' 15"    |
| 7.      | Jesús Herrada      | Hiszpania  | Movistar Team                        | +14' 33"    |
| 8.      | Nelson Oliveira    | Portugalia | Lampre-Merida                        | +17' 38"    |
| 9.      | Ion Izagirre       | Hiszpania  | Movistar Team                        | +18' 01"    |
| 10.     | Rudy Molard        | Francja    | Cofidis, Solutions Crédits           | +21' 22"    |

### Klasyfikacja drużynowa
| Miejsce | Zespół                  | Państwo           | Czas        |
| ------- | ----------------------- | ----------------- | ----------- |
|         | Astana Pro Team         | Kazachstan        | 61h 21' 26" |
| 2.      | Belkin Pro Cycling Team | Holandia          | +4' 18"     |
| 3.      | BMC Racing Team         | Stany Zjednoczone | +6' 05"     |
| 4.      | Team Sky                | Wielka Brytania   | +6' 17"     |
| 5.      | Trek Factory Racing     | Stany Zjednoczone | +7' 22"     |
| 6.      | Cannondale Pro Cycling  | Włochy            | +9' 03"     |
| 7.      | Team Katusha            | Rosja             | +9' 26"     |
| 8.      | Orica GreenEdge         | Australia         | +9' 32"     |
| 9.      | Garmin-Sharp            | Stany Zjednoczone | +10' 00"    |
| 10.     | Team NetApp-Endura      | Niemcy            | +10' 36"    |